# Вагин, Сергей Тимофеевич
Серге́й Тимофе́евич Ва́гин (6 октября 1923 — 23 июля 2015, Оренбург) — участник Великой Отечественной войны, командир эскадрильи 175-го гвардейского штурмового авиационного полка 11-й гвардейской штурмовой авиационной дивизии 16-й воздушной армии 1-го Белорусского фронта, Герой Советского Союза (15.05.1946).

## Биография
Родился в селе Красное (ныне Плавского района Тульской области) в семье крестьянина. Окончив 7 классов, учился в городе Сталиногорске (ныне Новомосковск Тульской области) в химическом техникуме.

### В годы Великой Отечественной войны
В РККА с весны 1941 года. Был направлен в Таганрогское лётное училище, где его и застала Великая Отечественная война. Окончив в 1942 году Таганрогскую авиационную школу, продолжил обучение в Оренбургской лётной школе (окончил в 1943 году). Затем в 1944 году окончил Краснодарское объединённое военное авиационное училище, где освоил самолёт-штурмовик Ил-2. На фронте с февраля 1944 года. Воевал на 2-м Прибалтийском и 1-м Белорусском фронтах.
В феврале 1944 года прибыл в 874-й (с 19 августа 1944 года — 175-й гвардейский) штурмовой авиационный полк, в составе которого участвовал в боях за освобождение Белоруссии, Польши. В частности, в феврале 1945 года при штурме города-крепости Познань как командир звена многократно водил своих подчинённых на штурм цитадели. Лично уничтожил два орудия, миномёт, пулемёт и несколько сот солдат и офицеров противника.
К апрелю 1945 года гвардии младший лейтенант С. Т. Вагин произвёл 101 боевой вылет на разведку, бомбардировку и штурмовку живой силы и военных объектов противника. Был представлен командованием полка к званию Героя Советского Союза. В его наградном листе подсчитано, что лётчик 5 раз водил группы по четыре самолёта на боевые задания, 20 раз летал заместителем ведущего групп, 40 раз вылетал на разведку расположения войск и техники противника, представлял ценные сведения командованию, участвовал в 17-ти воздушных боях с истребителями противника, в которых сбил несколько самолётов. По мнению командира полка гвардии подполковника Волкова, С. Т. Вагин «с первых же дней проявил себя мужественным лётчиком, кипучий, энергичный, инициативный воин, смело и охотно идёт на выполнение любого боевого задания.»
Всего же за время войны С. Т. Вагин совершил 103 боевых вылета на самолёте Ил-2. Совместно со своим звеном подбил 9 танков, 32 орудия малой зенитной артиллерии, 11 орудий полевой артиллерии, а также несколько сот солдат и офицеров противника. Войну закончил в звании лейтенанта, заместителем командира эскадрильи.
«За образцовое выполнение боевых заданий командования на фронте борьбы с немецкими захватчиками и проявленные при этом мужество, отвагу и героизм», Указом Президиума Верховного Совета СССР от 15 мая 1946 года гвардии младшему лейтенанту С. Т. Вагину присвоено звание Героя Советского Союза с вручением ордена Ленина и медали «Золотая Звезда» (№ 7022).

### В послевоенные годы
После войны продолжал службу в строевых частях ВВС. В 1946 году вступил в ВКП(б)/КПСС. В 1949 году окончил Высшие офицерские лётно-тактические курсы, в 1955 — Военно-воздушную академию имени Ю. А. Гагарина. С 1961 полковник С. Т. Вагин — в запасе.
С 1963 года жил в городе Оренбурге. До 1968 года работал заместителем директора по кадрам Оренбургского горплодовощторга. Затем до выхода на пенсию в 1987 году — военным руководителем в школах города.
Скончался 23 июля 2015 года. Похоронен на кладбищенском комплексе «Степной-1».

## Награды и звания
- медаль «Золотая Звезда» № 7022 Героя Советского Союза (15 мая 1946)
- орден Ленина (15 мая 1946)
- два ордена Красного Знамени (18 сентября 1944; 8 февраля 1945 — за 31 боевой вылет)
- орден Отечественной войны I степени
- орден Отечественной войны II степени (4 октября 1944 — за 21 боевой вылет)
- два ордена Красной Звезды (июль 1944 — за 15 боевых вылетов; ??)
- медали

Почётный гражданин города Оренбурга (1995).